# Вдовы (фильм, 1976)
«Вдо́вы» — советский художественный фильм 1976 года. Сюжет фильма основан на реальных событиях, начало которым было положено опубликованным в газете «Труд» очерком кинодраматурга и журналиста Л. А. Аркадьева.
Очерк был напечатан накануне празднования двадцатилетия Победы в Великой Отечественной войне, сопровождался публикацией фотографии неизвестного солдата и имел широкий отклик среди читателей.
Через несколько лет Львом Аркадьевым и Сергеем Микаэляном был написан черновой вариант сценария, который был отдан на доработку киносценаристам Ю. Т. Дунскому и В. С. Фриду, создавшим окончательный вариант сценария фильма.
Сразу после окончания съёмок фильм был запрещён к показу. Только через два года Председатель Государственного комитета Совета Министров СССР по кинематографии Ф. Т. Ермаш показал фильм Л. И. Брежневу, на которого картина произвела сильное впечатление, и фильм к показу был разрешён. Через некоторое время в одном из своих докладов Л. И. Брежнев сказал о том, что необходимо проявлять больше заботы о вдовах, и всем вдовам пенсии были увеличены на пять рублей.

## Сюжет
Две вдовые односельчанки, Александра Матвеевна и Елизавета Егоровна, потерявшие в Великую Отечественную войну всех своих близких — мужей, сыновей и братьев, живут вместе, в одном доме. В 1941 году они похоронили двух погибших солдат, оставшихся неизвестными (сохранился лишь залитый кровью обрывок фотографии), и с тех пор ухаживают за могилой.
Районное начальство решает к очередному Дню Победы перезахоронить останки воинов. Плохо сохранившаяся фотография попадает на газетную полосу, и это вызывает совсем неожиданную реакцию: со всех концов страны к ним приходят письма со словами благодарности за сохранение могилы «отца», «брата», «сына», «жениха», «друга». К вдовам начинают съезжаться люди, каждый из которых уверен, что это именно его пропавший в войну дорогой человек здесь лежит.

## Создатели фильма
| - Галина Макарова — Александра Матвеевна Громова - Галина Скоробогатова — Елизавета Егоровна Петюнина - Геннадий Ложкин — Борис Емельянович, бригадир - Борислав Брондуков — Николай Галкин, однополчанин погибшего фронтовика - Нина Мазаева — Зинаида Семёновна Харитонова, дочь погибшего фронтовика - Нина Мамаева — вдова Петра Пелипенко, доярка - Раиса Максимова — Алла, подруга погибшего фронтовика - Михаил Погоржельский — Анатолий Киреев, брат погибшего фронтовика - Владимир Пицек — муж Аллы - Лариса Чикурова — Надя Харитонова - Борис Морозов — Геннадий Петрович Веретенников, секретарь райкома - Юрий Каюров — Кротов, военком - Павел Кормунин — Пётр Иванович, председатель колхоза - Игорь Безяев — Мурин, член райисполкома - Григорий Михайлов — Ванышев, директор свинофермы (озвучивает Игорь Ефимов) - Юрий Дубровин — капитан милиции Воронков, эксперт из Москвы - Елена Цыплакова — Тоня, деревенская девочка - Анатолий Рудаков — Гриша, пастух - Марина Гаврилова — эпизод - Екатерина Мелентьева — эпизод | - Авторы сценария: Юлий Дунский, Валерий Фрид - Режиссёр-постановщик: Сергей Микаэлян - Главный оператор: Владимир Чумак - Главный художник: Грачья Мекинян - Звукооператор: Наталья Левитина - Режиссёры: В. Аристов, Михаил Никитин - Оператор: В. Комаров - Монтажёр: Изольда Головко - Редактор: С. Понамаренко - Художник по костюмам: Галина Деева - Художник-гримёр: Р. Кравченко - Художник-декоратор: Е. Урлина - Ассистенты: режиссёра — Н. Абраменко, Н. Гамзина, Ю. Мамин оператора — М. Куликов монтажёра — М. Вохрина - Директор картины: Владимир Семенец |